# Кения на летних Олимпийских играх 1964
Кения принимала участие в Летних Олимпийских играх 1964 года в Токио (Япония) в третий раз за свою историю. Уилсон Кипругут выиграл первую олимпийскую медаль для Кении.

## 03!Бронза
Лёгкая атлетика, мужчины, 800 метров — Уилсон Кипругут.

## Результаты соревнований

### Бокс
| Категория  | Спортсмены     | 1/32 финала                                                     | 1/16 финала                                                     | 1/8 финала                                                    | 1/4 финала           | 1/2 финала           | Финал                | Итоговое место |
| Категория  | Спортсмены     | Соперник Результат                                              | Соперник Результат                                              | Соперник Результат                                            | Соперник Результат   | Соперник Результат   | Соперник Результат   | Итоговое место |
| ---------- | -------------- | --------------------------------------------------------------- | --------------------------------------------------------------- | ------------------------------------------------------------- | -------------------- | -------------------- | -------------------- | -------------- |
| до 51 кг   | Джон Камау     | Не участвовал                                                   | Тибор Папп (HUN) П 2:3 (58:60, 60:58, 60:59, 58:59, 58:60)      | Завершил выступление                                          | Завершил выступление | Завершил выступление | Завершил выступление | 17             |
| до 57 кг   | Филип Варуинге | Не участвовал                                                   | Альфонсо Фрейзер (PAN) В RSC 1 раунд, 3:00                      | Хайнц Шульц (EUA) П 0:5 (58:60, 58:60, 58:59, 56:60, 55:60)   | Завершил выступление | Завершил выступление | Завершил выступление | 9              |
| до 60 кг   | Алекс Оунду    | Не участвовал                                                   | Бруно Аркари (ITA) В RSC 2 раунд, 1:43                          | Юзеф Грудзень (POL) П 1:4 (57:60, 58:60, 59:59, 59:58, 58:59) | Завершил выступление | Завершил выступление | Завершил выступление | 9              |
| до 63,5 кг | Джон Олулу     | Эдуардо Сасуэта (MEX) В 5:0 (59:57, 60:58, 60:57, 60:56, 60:59) | Владимир Кучера (TCH) П 0:5 (57:59, 59:60, 58:59, 57:59, 58:59) | Завершил выступление                                          | Завершил выступление | Завершил выступление | Завершил выступление | 17             |
| до 67 кг   | Гичере Гакунгу | Не участвовал                                                   | Сикуру Алими (NGR) П 2:3 (58:60, 59:58, 58:60, 60:58, 58:59)    | Завершил выступление                                          | Завершил выступление | Завершил выступление | Завершил выступление | 17             |

### Лёгкая атлетика
Мужчины
| Дисциплина  | Спортсмен          | Предварительный раунд | Предварительный раунд | Четвертьфиналы       | Четвертьфиналы       | Полуфиналы           | Полуфиналы           | Финал                | Финал                |
| Дисциплина  | Спортсмен          | Результат             | Место                 | Результат            | Место                | Результат            | Место                | Результат            | Место                |
| ----------- | ------------------ | --------------------- | --------------------- | -------------------- | -------------------- | -------------------- | -------------------- | -------------------- | -------------------- |
| 100 м       | Серафино Антао     | 10.7                  | 4                     | Завершил выступление | Завершил выступление | Завершил выступление | Завершил выступление | Завершил выступление | Завершил выступление |
| 100 м       | Джон Овити         | 10.6                  | 3                     | 10.6                 | 7                    | Завершил выступление | Завершил выступление | Завершил выступление | Завершил выступление |
| 200 м       | Серафино Антао     | 21.5                  | 2                     | 22.1                 | 8                    | Завершил выступление | Завершил выступление | Завершил выступление | Завершил выступление |
| 400 м       | Уилсон Кипругут    | 47.1                  | 2                     | 47.7                 | 7                    | Завершил выступление | Завершил выступление | Завершил выступление | Завершил выступление |
| 800 м       | Уилсон Кипругут    | 1:47.8                | 1                     |                      |                      | 1:46.1 OR            | 2                    | 1:45.9               | 3                    |
| 800 м       | Питер Фрэнсис      | 1:50.1                | 5                     | Завершил выступление | Завершил выступление | Завершил выступление | Завершил выступление | Завершил выступление | Завершил выступление |
| 1500 м      | Кипчоге Кейно      | 3:45.8                | 1                     |                      |                      | 3:41.9               | 5                    | Завершил выступление | Завершил выступление |
| 5000 м      | Кипчоге Кейно      | 13:49.6               | 2                     |                      |                      |                      |                      | 13:50.4              | 5                    |
| 10 000 м    | Нафтали Тему       |                       |                       |                      |                      |                      |                      | DNF                  | —                    |
| 400 м с/б   | Кимару Сонгок      | 54.5                  | 7                     |                      |                      | Завершил выступление | Завершил выступление | Завершил выступление | Завершил выступление |
| 3000 м с/п  | Бенджамин Кого     | 8:51.0                | 5                     |                      |                      |                      |                      | Завершил выступление | Завершил выступление |
| марафон     | Крисантус Ньяквайо |                       |                       |                      |                      |                      |                      | 2:38:38.6            | 45                   |
| марафон     | Нафтали Тему       |                       |                       |                      |                      |                      |                      | 2:40:46.6            | 49                   |
| марафон     | Эндрю Сои          |                       |                       |                      |                      |                      |                      | DNF                  | —                    |
| десятиборье | Коэч Кипроп        |                       |                       |                      |                      |                      |                      | 6556                 | 17                   |

### Парусный спорт
| Спортсмен | Класс | Регата | Регата | Регата | Регата | Регата | Регата | Регата | Очки | Место |
| Спортсмен | Класс | 1      | 2      | 3      | 4      | 5      | 6      | 7      | Очки | Место |
| --------- | ----- | ------ | ------ | ------ | ------ | ------ | ------ | ------ | ---- | ----- |
| Питер Кук | Финн  | 13     | 12     | 24     | 28     | 28     | 26     | 26     | 1867 | 24    |

### Стрельба
| Спортсмен              | Соревнование                       | Финал     | Финал |
| Спортсмен              | Соревнование                       | Результат | Место |
| ---------------------- | ---------------------------------- | --------- | ----- |
| Леонард Булл           | Скорострельный пистолет, 25 метров | 553       | 44    |
| Алан Хэндфорд-Райс     | Скорострельный пистолет, 25 метров | 515       | 51    |
| Майкл Хорнер           | Пистолет, 50 метров                | 524       | 36    |
| Найджел Вернон-Робертс | Винтовка лёжа, 50 метров           | 570       | 71    |

### Хоккей на траве
1. Алоизиус Эдвард Мендонса (нападающий)
2. Амар Сингх Мангат (нападающий)
3. Энтони Керобино Вас (защитник)
4. Автар Сингх Сохал (защитник, капитан)
5. Эдгар Симон Фернандес (нападающий)
6. Эгберт Кармо Фернандес (нападающий)
7. Хилари Джон Фернандес (нападающий)
8. Джон Левон Симонян (вратарь)
9. Кирпал Сингх Бхардвай (защитник)
10. Кришан Кумар Аггарвал (полузащитник)
11. Лео Чириако Фернандес (нападающий)
12. Рейнольд Энтони Д’Соуза (нападающий)
13. Самад Хан (?)
14. Сантох Сингх Матару (полузащитник)
15. Сауди Андре Джордж (вратарь)
16. Сильвестер Фернандес (полузащитник)
17. Сурджит Сингх Панесар (полузащитник)
18. Теджпаркаш Сингх Брар (нападающий)
Менеджер — А. Ф. Д’Соуза. Тренер — Хардиал Сингх Кулар.